# Oxuderces
 Oxuderces é um género de peixe da família Gobiidae e da ordem Perciformes.

## Espécies
- Oxuderces dentatus (Eydoux & Souleyet, 1850)[3]
- Oxuderces wirzi (Koumans, 1937)[4][5][6][7][8][9][10][11]